# Oedopeza apicale
Oedopeza apicale là một loài bọ cánh cứng trong họ Cerambycidae.